# Paula Malcomson

Paula Malcomson est une actrice nord-irlandaise née le 1er juin 1970 à Belfast.

## Filmographie

### Cinéma
- 1992 : Another Girl Another Planet : tenancière de bar
- 1993 : Tombstone : Allie Earp
- 1996 : Dunston : Panique au palace (Dunston Checks In) : Bellman #4
- 1997 : The Rocking Horse Winner : The Woman
- 1998 : The Eternal: Kiss of the Mummy (Trance) : Bartender
- 1999 : The Auteur Theory : Siobhan Meehan
- 1999 : La Ligne verte (The Green Mile) : Marjorie Detterick
- 2000 : Hamlet : Marcella
- 2000 : Un intrus dans la famille (Baby) : Julia
- 2001 : A.I. Intelligence artificielle (Artificial Intelligence: AI) : Patricia
- 2003 : Quintessence : Ruth
- 2003 : June & Orlando : June
- 2004 : Deadwood : Trixie
- 2012 : Hunger Games : Mme Everdeen
- 2013 : Hunger Games : L'Embrasement : Mme Everdeen
- 2014 : Hunger Games : La Révolte, partie 1 : Mme Everdeen
- 2015 : Hunger Games : La Révolte, partie 2 : Mme Everdeen
- 2017 : Feed de Tommy Bertelsen : Samantha

### Télévision
- 2004 : Six Feet Under (Episode 3.13 : La vie n’attend pas)
- 2004 - 2006 : Deadwood : Trixie (36 épisodes)
- 2006 : Lost : Colleen Pickett (2 épisodes)
- 2007 : Cold Case : Affaires classées : Marlene Bradford (1 épisode)
- 2008 : New York, unité spéciale : Susan Ross (saison 10, épisode 5)
- 2009 - 2010 : Caprica : Amanda Graystone (18 épisodes)
- 2010 : Sons of Anarchy : Maureen Ashby (10 épisodes)
- 2011 : Fringe : Dana Gray (1 épisode)
- 2011 : Private Practice : Hillary (1 épisode)
- 2011 : Los Angeles, police judiciaire : Jill Jennings (saison 1, épisode 12)
- 2012 : Archer : Janelle (voix - 1 épisode)
- 2013 - 2017 : Ray Donovan : Abby Donovan (60 épisodes)
- 2017 : Broken : Roz Demichelis (4 épisodes)
- 2018 : Krypton : Charys (1 épisode)
- 2018 : Come Home : Marie Farrell (3 épisodes)
- 2018 : Mythes et Croyances : Mary Webster (1 épisode)
- 2019 : Watchmen : Renee (1 épisode)
- 2019 : New York, unité spéciale  : avocate Stella Russell (saison 20, épisode 14)
- 2022 : Redemption : Colette Cunningham